# بنزكيناميد
بِنزكيناميد (بالإنجليزية: Benzquinamide)‏؛ هو عقارٌ مضادٌ للقيء منقطع، مستخدَم في الرعاية بعد الجراحة. صنعت هذا الدواء شركة فايزر لأول مرة في الستينات.